# Aleiodes flavistigma
Aleiodes flavistigma är en stekelart som beskrevs av Shaw 1993. Aleiodes flavistigma ingår i släktet Aleiodes och familjen bracksteklar. Inga underarter finns listade i Catalogue of Life.